# Wat Pathum Wanaram
Wat Pathum Wanaram (Tiếng Thái: วัดปทุมวนารามราชวรวิหาร, phiên âm: Vát Ba-thum Va-na-lam Lát-cha-vo-la-vi-han) là một ngôi chùa nằm ở quận Pathum Wan, nằm giữa 2 trung tâm thương mại lớn của Bangkok chính là Siam Paragon và CentralWorld, nằm trên đường Siam Square.
Ngôi chùa được xây dựng vào năm 1857 bởi vua Vua Mongkut (Rama IV) là nơi tiến hành các nghi lễ của hoàng tộc, tôn giáo của vua gần Cung điện Sa Pathum. 

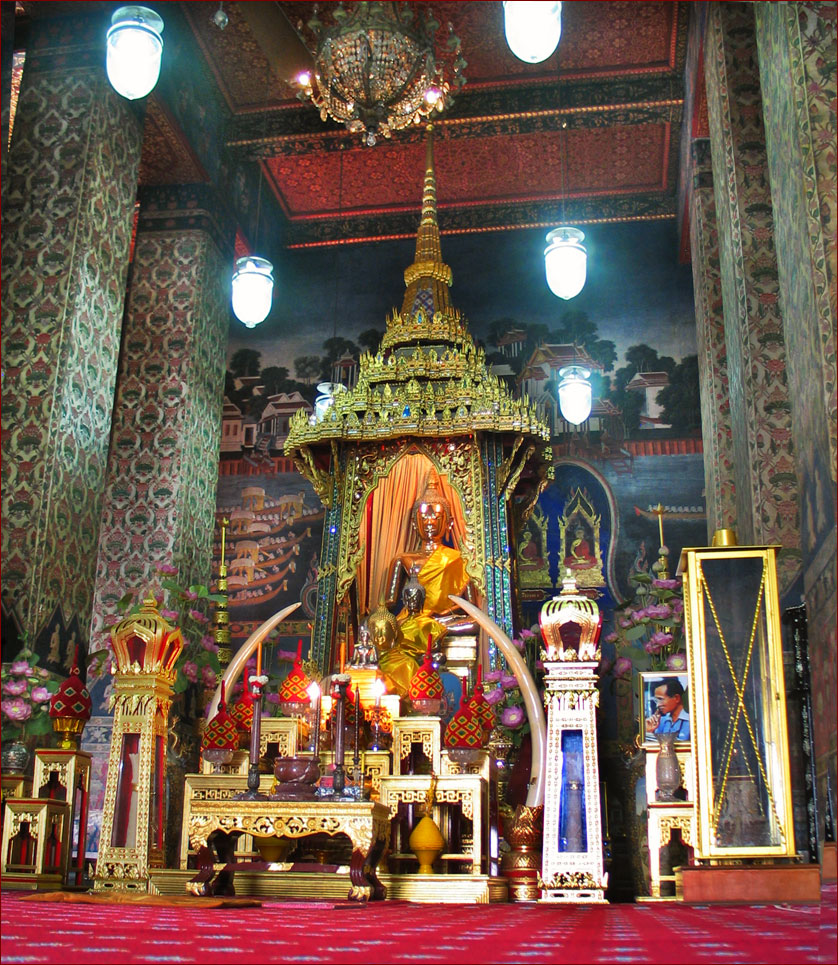
Chánh điện chùa

## Đặc sắc
Chùa có kiến trúc khá đặc sắc với kiểu kiến trúc mang đậm phong cách kiến trúc của Phật giáo Nguyên thủy, kiểu kiến trúc gần giống với kiểu kiến trúc Phật giáo Nguyên Thủy (Thammayut Nikaya) của Campuchia. Chùa là một trong 3 ngôi chùa Hoàng gia theo Phật giáo này. Chùa là nơi diễn ra các hoạt động tôn giáo chính và là nơi tiến hành các nghi lễ Hoàng gia. Chùa còn là nơi hỏa táng thi hài của Hoàng Hậu Srinagarindra vào năm 2006 tại Phra Meru Mas - một nơi dùng để hỏa thiêu thi hài Hoàng gia-trước khi đem về Sanam Luang để chôn cất.